# Andreï Linde
 (novembre 2011).
Pour les articles homonymes, voir Linde.
Andreï Dmitrievitch Linde (en russe : Андрей Дмитриевич Линде) est un physicien américano-russe et professeur de physique à l’université Stanford (Californie). Il est né le 2 mars 1948 à Moscou (Russie). Le Dr Linde est plus connu pour son travail sur le concept d’inflation de l’Univers. Il reçut son bachelor de l’Institut de physique Lebedev de Moscou. Parmi les diverses récompenses, il reçut en 2002 pour son travail sur l’inflation la médaille Dirac avec Alan Guth du Massachusetts Institute of Technology (MIT) et Paul Steinhardt de l’université de Princeton.

## Le modèle de la «mousse d’univers»
Dans une conférence, Linde évoqua l’étrangeté du « bon » réglage des constantes physiques (voir Principe anthropique) et émit l’hypothèse qu’il existait peut-être une « mousse » d’univers, chacun ayant eu son Big Bang (ou quelque autre événement en tenant lieu) et ses propres lois et/ou constantes physiques, le nôtre étant l’un de ceux qui, par hasard, avait des paramètres permettant l’apparition de la vie.
L’expression « mousse d’univers » est restée. Ces univers parallèles ne doivent pas être confondus avec ceux de la théorie d'Everett, qui se déroulent en ce qui les concerne à lois et constantes physiques constantes, bien que les deux puissent parfaitement coexister (le modèle d’Everett constitue toutefois pour sa part une interprétation des observations, tandis que celui de Linde relève d’une simple hypothèse).

## Distinctions et prix
- 2004 : prix Peter-Gruber de cosmologie, avec Alan Guth.